# Frank e Ernest
Frank e Ernerst é uma tira cômica criada e desenhada por Bob Thaves em 1972. Após a morte do autor, passou a ser desenhada por seu filho, Tom Thaves. Apareceu pela primeira vez em 6 de novembro de 1972 a atualmente é publicada em cerca de 1.200 jornais ao redor do mundo. Os nomes Frank e Ernest são homófonos dos termos em inglês "frank" (honesto) e "earnest" (sério). Cada tira consiste de uma única cena com os dois personagens dialogando em tempos e espaços distintos. Frank e Ernest ganhou o Troféu HQ Mix de 1989 como melhor tira estrangeira.